# Proszów (województwo lubuskie)
Proszów – osada w Polsce położona w województwie lubuskim, w powiecie żarskim, w gminie Brody. Miejscowość wchodzi w skład sołectwa Nabłoto.
W latach 1975–1998 miejscowość administracyjnie należała do województwa zielonogórskiego.